# Amy Sherman-Palladino
Amy Sherman-Palladino (Los Angeles, 17 januari 1966) is een Amerikaans televisieproducente, regisseuse en scenarioschrijfster. Ze is vooral bekend als de bedenkster van de series Gilmore Girls en The Marvelous Mrs. Maisel.

## Biografie
Amy Sherman werd in 1966 geboren in Los Angeles als de dochter van komiek Don Sherman en danseres Maybin Hewes. "Sherman" was de artiestennaam van haar vader, die joods was en in The Bronx was opgegroeid. Haar moeder behoorde tot de Southern Baptist Convention en was van Gulfport (Mississippi) afkomstig.
Ze is getrouwd met tv-regisseur en scenarioschrijver Daniel Palladino, met wie ze aan al haar series samenwerkt.

## Carrière
In haar jeugd volgde ze verschillende dansopleidingen, waaronder klassiek ballet, maar het was uiteindelijk als schrijfster dat ze in de entertainmentindustrie doorbrak. Ze begon haar carrière in 1990 bij de sitcoms City (1990) en Roseanne (1990–1994). Voor de aflevering "Wait till Your Father Gets Home" van het vijfde seizoen van Roseanne werd ze in 1994 genomineerd voor een Writers Guild of America Award.
Haar grote doorbraak volgde een decennium later met Gilmore Girls (2000–2007). De komische dramareeks met hoofdrolspeelsters Lauren Graham en Alexis Bledel werd voor zeven seizoenen uitgezonden door The WB (later: The CW)  en groeide uit tot een cultserie. In 2016 kreeg de serie op Netflix een vervolg. Onder de titel Gilmore Girls: A Year in the Life schreven Amy Sherman-Palladino en haar echtgenoot vier nieuwe afleveringen voor de streamingdienst.
In 2012 lanceerde ze Bunheads, een komische serie die zich focuste op het leven van een gewezen balletdanseres. De reeks werd door ABC uitgezonden maar was geen succes en werd na reeds achttien afleveringen geannuleerd.
In de daaropvolgende jaren bedacht Sherman-Palladino de komische dramaserie The Marvelous Mrs. Maisel (2017–) voor streamingdienst Prime Video. De reeks werd in 2018 bekroond met zowel de Golden Globe als Emmy Award voor beste komische serie.

## Filmografie
- City (1990)
- Roseanne (1990–1994)
- Can't Hurry Love (1995)
- Love and Marriage (1996) (bedenker)
- Over the Top (1997)
- Veronica's Closet (1998–1999)
- Gilmore Girls (2000–2007) (bedenker)
- The Return of Jezebel James (2008) (bedenker)
- Bunheads (2012–2013) (bedenker)
- Gilmore Girls: A Year in the Life (2016) (bedenker)
- The Marvelous Mrs. Maisel (2017) (bedenker)